# Revolução do Parque

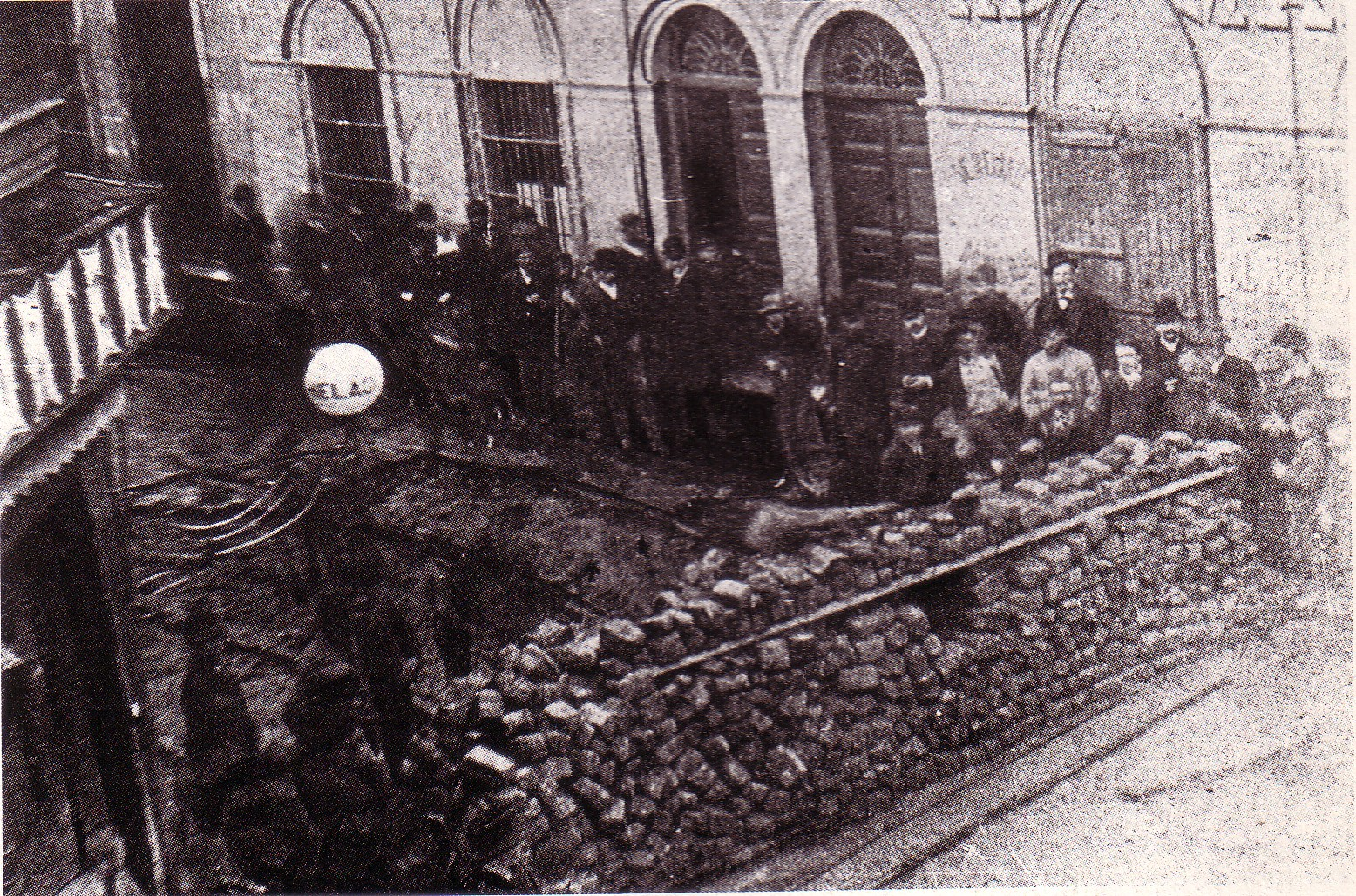
Barricada da Revolução do Parque

A Revolução do Parque foi um levante contra o governo Argentina e começou com a tomada do Parque da Artilharia de Buenos Aires, em 26 de julho de 1890. Foi liderada por membros da União Cívica, contra a presidência de  Miguel Juárez Celman, do Partido Autonomista Nacional). Apesar de não ter alcançado seus objetivos, a revolução forçou a renúncia de Juárez Celman e marcou o declínio da elite da Geração de '80.

## Preparação
Perto do final do ano de 1889, o descontentamento geral, principalmente por causa da inflação alta encorajou a União Cívica, liderada por Aristóbulo del Valle e Leandro Alem a tentar tirar o presidente Miguel Juárez Celman do poder, cujo governo conservador, assim como o de seus predecessores, era marcado por fraude eleitoral e corrupção.

## Levante e repressão
O levante foi liderado por uma junta revolucionária civil e pelo general Manuel J. Campos. Ele contou com o apoio indireto do  ex-presidente Julio Argentino Roca, e na falta de oposição do general Bartolomé Mitre.

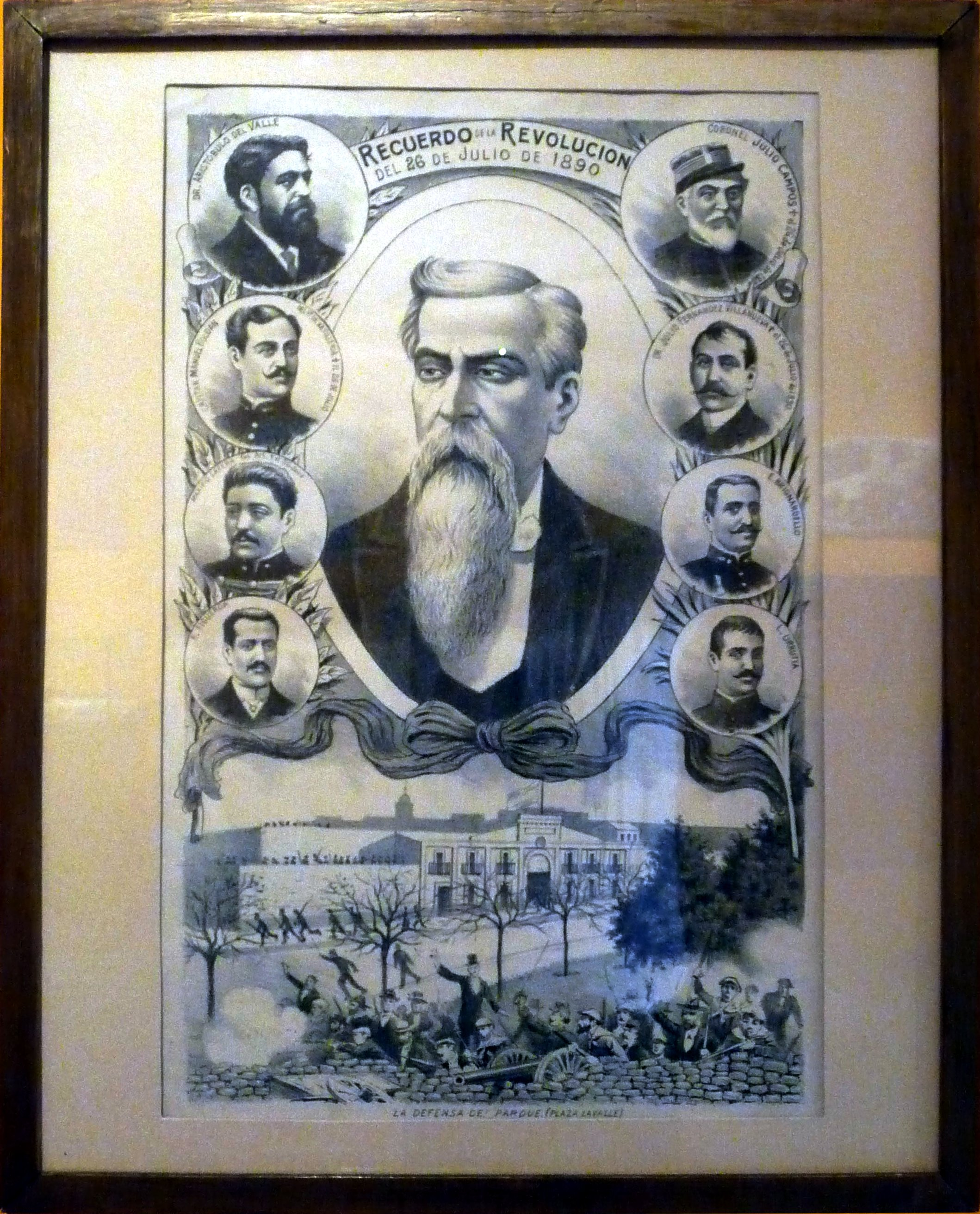
Lithografia comemorando a Revolução do Parque

Começou em 26 de julho de 1890, no  Parque da Artilharia de Buenos Aires e foi fortemente reprimida pelas forças do governo, lideradas pelos generais Carlos Pellegrini (vice-presidente), Roque Sáenz Peña e Nicolás Levalle. Sem iniciativa e munição, os revolucionários foram derrotados em poucos dias, mas a imagem do governo foi afetada. O senador Pizarro solicitou a renúncia de todo corpo Executivo e do Senado, presidido pelo general Roca. Porém o único a aceitar a recomendação foi o presidente Juárez Celman, no seu lugar assumiu o vice-presidente Pellegrini, que completou o resto do mandato, governando por dois anos.

## Objetivos e resultados
De acordo com seu Manifesto, a Revolution do Parque pretendia ser um meio de evitar a ruína do país, removendo um  "governo que representava a ilegalidade e corrupção". A junta revolucionária rejeitou "viver sem voz ou voto..., testemunhar o desaparecimento das leis, princípios e garantias..., tolerar a usurpação dos direitos políticos..., e manter no poder aqueles que buscaram a desgraça da república", e denunciava que "não existe república, nem sistema federal, nem governo representativo, nem administração, nem moralidade. A vida política se transformou numa indústria que busca o lucro." 
O sucesso da revolução se limitou à renúncia de Juárez Celman, que era notório pela sua corrupção e abuso de poder. O elementos principais listados no Manifesto, continuaram presentes na política argentina, como mostrados pelo Pânico de 1890 e a série de levantes que se seguiram: Revolução Argentina de 1893 e Revolução Argentina de 1905.